# Чезаре Сальвадорі
Чезаре Сальвадорі (італ. Cesare Salvadori, 22 вересня 1941, Турин, Італія — 8 серпня 2021) — італійський фехтувальник на шаблях, олімпійський чемпіон (1972 рік) та дворазовий срібний (1964 та 1968 роки) призер Олімпійських ігор.

## Виступи на Олімпіадах
| Олімпіада   | Дисципліна          | Місце |
| ----------- | ------------------- | ----- |
| Токіо 1964  | індивідуальна шабля | 9     |
| Токіо 1964  | командна шабля      | 2     |
| Мехіко 1968 | індивідуальна шабля | 13    |
| Мехіко 1968 | командна шабля      | 2     |
| Мюнхен 1972 | командна шабля      | 1     |